# Fabrizio Cattaneo
Fabrizio Cattaneo (Genova, 25 marzo 1963) è un musicista italiano.

## Biografia
Nato a Genova da Luigi Cattaneo e Laura Malpassi, comincia ad interessarsi al jazz all’età di circa dieci anni ascoltando alcune incisioni di Louis Armstrong avute dal padre, anch’egli appassionato di questa musica. Affascinato dalla tromba inizia, intorno ai quindici anni, a frequentare il Louisiana Jazz Club di Genova dove riceve i primi rudimenti dal trombettista Maurizio Burdese.
Da autodidatta intraprende la sua carriera musicale in seno ai New Orleans Stompers di Genova, dedicandosi al jazz dixieland e ispirandosi ai grandi trombettisti e cornettisti del passato come Louis Armstrong e Buddy Bolden. Nel corso degli anni ha ampliato il suo stile, che attualmente spazia dallo stile New Orleans a quello swing.
Oggi suona attivamente e regolarmente con i Jambalaya Six del clarinettista Vittorio Castelli, la Barry Martyn New Orleans Reunion Band del trombonista Luciano Invernizzi e la Pegasus Brass Band di Milano, oltre a far parte integrante del Lino Patruno Jazz Show. Ha collaborato e collabora ad LP e CD dei gruppi prima menzionati ed ha al suo attivo la partecipazione ad importanti jazz festival europei e internazionali e ad alcune trasmissioni televisive (Tandem, ...), nonché alla colonna sonora del film Bix - Un'ipotesi leggendaria di Pupi Avati (basato sulla biografia del trombettista Bix Beiderbecke) che rappresentò l'Italia al Festival di Cannes nel 1991.
Nel Luglio 1995 accompagna la cantante statunitense Amii Stewart durante un concerto con Lino Patruno a Portofino.
Nel 2005 ha collaborato con Vinicio Capossela nella realizzazione dell'album Ovunque proteggi suonando insieme a Vittorio Castelli e Luciano Invernizzi nel brano Dove siamo rimasti a terra Nutless, il cui testo riprende alcuni tratti dal libro del cantautore Non si muore tutte le mattine.
Nel maggio 2011 ha rappresentato l'Italia suonando al New Orleans Jazz & Heritage Festival come unico trombettista italiano finora presente a tale manifestazione, supportato da Lino Patruno, Mauro Carpi e una formazione di musicisti di New Orleans stessa. Per l'occasione, la formazione è stata affiancata sul palco dal noto attore italiano Franco Nero che ha presentato il film Forever Blues, da lui diretto.
Sempre nel maggio 2011, a Parma, ha suonato in teatro nuovamente al fianco del Lino Patruno Jazz Show in occasione di un concerto dedicato alla blues-singer Bessie Smith. In tale contesto è stata di particolare rilievo la presenza sul palco di Franco Nero e dell'attrice americana Vanessa Redgrave che hanno recitato alcuni tra i più celebri testi di Bessie Smith col sottofondo musicale della band.
Nell'Ottobre 2014 partecipa ad un importante concerto a New Orleans per la comunità di italiani là presente sempre al fianco di Lino Patruno, Mauro Carpi, Pierluca Buonfrate, Franco Nero e diversi musicisti locali della città della Louisiana.
Nel corso della sua carriera ha collaborato con innumerevoli artisti internazionali tra cui Spiegle Willcox, Scott Hamilton, Rudy Balliu, Teddy Riley, Rulph Sutton, Jimmy Woode, Walter Payton, Bob Haggart, Louis Nelson, Freddie Kohlman, Yank Lawson, George Masso, Kenny Davern, Bob Wilber, Barry Martyn e italiani come Romano Mussolini, Carlo Loffredo, Alfredo Ferrario, Paolo Alderighi, Rossano Sportiello, Luciano Milanese e molti altri.
Recentemente, è entrato a far parte dei gruppi Jazz & Saudade Experience (improntato principalmente su jazz, samba e bossa nova cantati in portoghese) e Bald Jazz Band.

## Discografia

### Album
- 1984 - New Orleans Stompers - Genova (Picayune Records)
- 1986 - Genova Jazz Band - George Masso 1986 (F.D.C. Records)
- 1986 - Ambrosia Brass Band - Ambrosia Brass Band
- 1987 - Jambalaya Six – We Remember Satchmo (Sib & Co. Ltd.)
- 1988 - Bob Haggart with Lino Patruno & His Friends - What's New? (Lino Patruno Jazz Show)
- 1988 - Ambrosia Brass Band - Walking Through the Streets of the City (G.H.B. Records)
- 1990 - New Traditional Jazz Band - Vol.1 (EMI Music Publishing Italia Srl)
- 1990 - VV.AA. - Bix - An Interpretation of a Legend (RCA Records)
- 1990 - Lino Patruno - Jazz Stars Of Italy – The Big Reunion (Jazzitalia)
- 1994 - Jambalaya Six - Jambalaya Six (Blueshouse Productions)
- 1994 - Ambrosia Brass Band - Ambrosia Brass Band (Blueshouse Productions)
- 1998 - Ambrosia Brass Band - In the New Orleans Brass Band Tradition (G.H.B. Records)
- 1994 - Jambalaya Six - Forever More (King Jazz Records)
- 2000 - Barry Martyn - Barry Martyn's Reunion Band in Italy (G.H.B. Records)
- 2001 - New Orleans Stompers - On the Sentimental Side
- 2006 - The New Orleans Creole Band of Milan - featuring Fabrizio Cattaneo
- 2007 - Carlo Milanese - Blues by Chance (Alessio Brocca Edizioni Musicali)
- 2009 - Lino Patruno Jazz Show - I ♥ New Orleans (Jazz Me Blues)
- 2015 - The Buddy Bolden Legacy Band - Back and Forth the King's Path (Riserva Sonora)

### Collaborazioni
- 1989 - Roberto Testini and the Blues Swingers - Let's Have a Party (Splasc(h) Records)
- 1998 - Barcelona Milan Washboard - Jamming in Milan
- 2005 - Vinicio Capossela - Ovunque proteggi (Atlantic Records)

### Colonne Sonore
- 1991 - Bix - Un'ipotesi leggendaria, regia di Pupi Avati